# آنا إيفانوفنا إمبراطورة روسيا
الإمبراطورة آنا إيفانوفنا (7 فبراير 1693- 28 أكتوبر 1740) هي إمبراطورة روسيا خلال الفترة (1730 - 1740). آنا إيفانوفنا هي ابنة القيصر ايفان الخامس بن القيصر أليكس الأول وأعمامها القيصر فيودر الثالث والقيصر بطرس الأكبر نشأت وترعرعت في قرية إيزميلوف التي تقيم والدتها بها. بعد موت القيصر بيتر الثاني حفيد القيصر بطرس الأكبر والإمبراطورة كاثرين الأولى رشحها مجلس شورى الملك لتكون الإمبراطورة لكنه حد من صلاحياتها. رفضت آنا شروط المجلس وقامت بتتويج نفسها في الكرملين إمبراطورة واعتلت العرش الروسي سنة 1730 م وأصبحت الإمبراطورة الثامنة . وكانت قبلها دوقة كورلاند بين عامي 1711 - 1730.
شهد عهدها استقراراً داخلياً وتحسناً في السياسة الخارجية لكنها أحاطت نفسها بالنبلاء الألمان ووضعت جل الصلاحيات عند معاونها الكونت بيرون. وقد أهملت آنا شئون الحكم وهو ما أتاح لمجموعة صغيرة من المستشارين والحاشية أن يستبدوا بحكم البلاد. خلال فترة حكمها دخلت روسيا الحرب ضد العثمانيين خلال الفترة (1735 - 1739). توفيت سنة 1740 بسبب مرض الكلية ولم تخلف نسلا ودفنت في سانت بيترسبيرغ وخلفها حفيد شقيقتها الكبرى إيكاترينا القيصر إيفان السادس.

## بداية حياتها
ولدت آنا في موسكو ابنةً للقيصر إيفان الخامس من زوجته براسكوفيا سالتيكوفا. كان إيفان الخامس حاكمًا مشاركًا لروسيا إلى جانب أخيه الأصغر غير الشقيق بطرس الأكبر، لكنه كان معاقًا عقليًا وغير قادر على إدارة البلاد، وتمكن بطرس من الحكم بشكل فعال لوحده. توفي إيفان الخامس في فبراير عام 1696، عندما كانت آنا في الثالثة من عمرها، وأصبح عمها غير الشقيق الحاكم الوحيد لروسيا.
على الرغم من أن آنا كانت الطفل الرابع لوالديها، فقد كان لديها أخت كبيرة ناجية واحدة فقط، وهي كاثرين، وأخت أصغر هي براسكوفيا. نشأت الفتيات الثلاث بطريقة منضبطة ومتشددة على يد والدتهن الأرملة، وهي سيدة صارمة ذات شخصية إسترلينية. كانت براسكوفيا سالتيكوفا، التي ولدت في عائلة ذات دخل متواضع نسبيًا، زوجةً نموذجية لرجل يعاني من اضطرابات عقلية، وكانت تنتظر من ابنتيها أن تعيشا وفقًا لمعاييرها عالية المستوى للأخلاق والفضيلة. نشأت آنا في بيئة تعتز بالفضيلة الأنثوية والحياة العائلية فوق كل شيء، وركزت بقوة على حسن التدبير والأعمال الخيرية والالتزامات الدينية. تضمن تعليمها فولكلور ونصوص دينية فرنسية وألمانية، مضافًا إليها بعض الموسيقى والرقص. أصبحت مع تقدمها في العمر فتاةً عنيدةً، ذات طابع لئيم، مما أكسبها لقب «إيف-آنا الرهيبة». اشتهرت آنا بخدها الكبير، ويقول توماس كارلايل «وكما يتوضح من صورها، كان يشبه خنزير وستفاليا».
في الوقت المناسب، أمر عمها بطرس الأكبر العائلة بالانتقال من موسكو إلى سان بطرسبرغ. لم يكن ذلك يعني تغييرًا في الموقع فقط، بل في المجتمع أيضًا وكان لذلك تأثير كبير على آنا. تمتعت بشكل كبير بروعة البلاط وبذخ المجتمع الراقي، الذي كان مختلفًا تمامًا عن التقشف الذي تفضله والدتها.

## الوصاية على عرش كورلاند
في عام 1710، رتب بطرس الأكبر زواج آنا ذات السبعة عشر عامًا من فريدريك ويليام، دوق كورلاند، الذي كان في نفس عمرها تقريبًا. أقيم حفل زفافها على نطاق واسع، وفقًا لرغباتها الخاصة، بتاريخ 11 نوفمبر 1710؛ ومنحها عمها مهرًا أسطوريًا قدره 200 ألف روبل. في العيد الذي تلا زواجها، قدم قزمان محاكاة ساخرة بالقفز من فطائر ضخمة والرقص على الطاولات.
أمضى الثنائي المتزوجان حديثًا عدة أسابيع في روسيا قبل الانتقال إلى كورلاند. توفي الدوق فريدريك بتاريخ 21 يناير 1711، على بعد عشرين ميل فقط من سانت بطرسبرغ وهو في طريقه إلى كورلاند. لم يكن سبب الوفاة مؤكدًا- تم عزوه بطرق مختلفة إلى البرد أو آثار الكحول.
بعد وفاة زوجها، انتقلت آنا إلى ميتاو (تعرف حاليًا باسم يلغافا)، عاصمة كورلاند (لاتفيا الغربية حاليًا) وحكمت ذلك الإقليم لنحو عشرين عام، منذ عام 1711 حتى عام 1730. خلال هذه الفترة، كان المندوب السامي الروسي الكونت بيتر بستوزيف هو مرشدها (وأحيانًا عشيقها). لم تتزوج مجددًا بعد وفاة زوجها، لكن أعداءها قالوا إنها كانت على علاقة حب مع الدوق إرنست يوهان فون بيرون، أحد رجال البلاط البارزين، لعدة سنوات.

## الدخول في الملكية
في عام 1730، توفي القيصر بطرس الثاني (حفيد عم آنا بطرس الأكبر) في سن مبكرة بدون أطفال. أدت وفاته إلى انقراض سلالة الذكور من عائلة رومانوف، التي حكمت روسيا لأكثر من قرن، منذ عام 1613. كان هناك خمسة مرشحين للعرش هم: بنات إيفان الخامس الثلاث الباقين على قيد الحياة، وهم كاثرين (مواليد 1691)، آنا نفسها (مواليد 1693) وبراسكوفيا (مواليد 1694)، وابنتي بطرس الأكبر الباقيتين على قيد الحياة وهما آنا (مواليد 1708) وإليزابيث (مواليد 1709).
كان إيفان الخامس الأخ الأكبر لبطرس الأكبر وحاكمًا مشاركًا معه، من خلال هذا الحساب، يمكن اعتبار ابنتيه هما المستحقتين الأسبق. من ناحية ثانية، في حال رأيناه من منظور أن الخليفة يجب أن يكون أقرب أقرباء الملك الأخير، فإن بنات بطرس الأكبر كانتا الأقرب إلى العرش، لأنهن كنّ عمات القيصر بطرس الثاني المتوفي مؤخرًا. تفاقمت المعضلة أكثر لأن بنات بطرس الأكبر ولدن خارج إطار الزواج، واعترف بشرعيتهن لاحقًا، بعد أن تزوج رسميًا والدتهن كاثرين الأولى، التي كانت سابقًا خادمة في منزله. من جهة أخرى، كانت براسكوفيا سالتيكوفا، زوجة إيفان الخامس، ابنة رجل نبيل وأمًا وزوجةً مخلصة؛ علاوة على ذلك، كانت سيدة تحظى باحترام كبير بسبب فضائلها العديدة، وخاصةً عفتها.
في نهاية المطاف، اختار مجلس الملكة الروسي الأعلى الذي يقوده ديمتري كوليتزين الابنة الثانية لإيفان الخامس آنا لتكون إمبراطورة روسيا الجديدة. تم تفضيلها على أختها الكبرى كاثرين على الرغم من أن كاثرين في ذلك الوقت كانت مقيمة في روسيا بينما آنا لم تكن. كان هناك عدت أسباب لذلك مثل أن: آنا كانت أرملةً بدون أطفال ولم يكن هناك بذلك خطر مباشر من غريب غير معروف سيسيطر على السلطة في روسيا؛ كان لديها أيضًا بعض الخبرة في الحكومة، لأنها كانت تدير دوقية زوجها كورلاند لعقدين من الزمن تقريبًا. من جهة أخرى، كانت كاثرين متزوجة من دوق ميكلينبيرغ-شويرن. كانت قد انفصلت عنه للتو وتعيش في روسيا، ما كان في حد ذاته مشينًا؛ وسواء كان زوجها موجودًا أم لا، فإن وجوده قد يثير مشاكل في حفل تتويجها. لم يكن من الممكن منع تدخله في الشؤون الحكومية لاحقًا، خاصة أن كاثرين كان لديها طفلة منه. في هذه الحالة، وبما أنه كان أميرًا حاكمًا من سلالة قديمة مع سنوات من الخبرة، لن يكون سهل الانقياد لنصيحة المجلس كأمير روسي. إضافةً لذلك، فإن حقيقة أن لكاثرين ابنة سيجعل خلافتها حتمية، وهذا ما لا يفضل النبلاء أن يحصل.
فضل مجلس الملكة الأعلى دوقة كورلاند الأرملة التي لا تملك أطفالًا. كانوا يأملون أنها ستشعر بأنها مدينة للنبلاء وستبقى رئيسة شكلية في أحسن الأحوال، ومطواعة في أسوأ الأحوال. كي يتأكدوا من ذلك، أقنع المجلس آنا بالتوقيع على إعلان «شروط» دخولها في الملكية، على غرار سابقة سويدية، والتي نصت على أن آنا يجب أن تحكم وفقًا لمشورتهم ولا يسمح لها بإعلان الحرب، أو الدعوة للسلام، أو فرض ضرائب جديدة، أو إنفاق عائدات الدولة بدون موافقتهم. لا يمكنها دون موافقتهم معاقبة النبلاء بدون محاكمة، أو منح العقارات والقرى، أو تعيين كبار المسؤولين، أو ترشيح أي شخص (أجنبي أو روسي) إلى منصب في المحكمة.
عقدت مناقشات المجلس حتى عندما كان بطرس الثاني يحتضر متأثرًا بالجدري خلال شتاء 1929-1930. قُدمت وثيقة «الشروط» لآنا في يناير، ووقعتها في 18 يناير1730، وهو تقريبًا وقت وفاته. أقيم حفل المصادقة في عاصمتها، ميتاو في كورلاند (تعرف حاليًا يلغافا)، وانتقلت حينها إلى العاصمة الروسية. في 20 فبراير 1730، بعد فترة وجيزة من وصولها، مارست الإمبراطورة آنا حقها في التخلص من مجلس الملك السابق وحلت تلك الهيئة. كان المجلس الملكي الأعلى الذي قرر هذه «الشروط» المرهقة يتألف في معظمه من عائلات الأمراء دولغوروكي وغاليتزن. وفي غضون أيام، برز فصيل آخر في البلاط يعارض هيمنة هاتين العائلتين. في 7 مارس 1730، وصلت مجموعة من الأشخاص الذين ينتمون إلى هذا الفصيل (عددهم بين 150 و800 شخص، وفقًا للمصدر) وطلبت من الإمبراطورة إنكار «الشروط» وتتولى الحكم المطلق كما أسلافها. كان من بين أولئك الذين حثوا آنا على فعل ذلك أختها الكبرى كاثرين. أنكرت آنا بذلك وثيقة الشروط، وأرسلت على سبيل الاحتياط بعض معدي الوثيقة إلى المشنقة، والبعض الآخر إلى سيبيريا. تولت بعد ذلك سلطات استبدادية وحكمت كملكة مطلقة، على النحو ذاته الذي اتبعه أسلافها. في الليلة التي مزقت فيها آنا الشروط، ظهر شفق قطبي في السماء، مما جعل السماء «تبدو مليئة بالدماء» على حد تعبير أحد المعاصرين، واعتُبر ذلك على نطاق واسع نذير شؤم لم سيكون عليه حكم آنا.
كانت آنا، قوية الإرادة وغريبة الأطوار، معروفة بقسوتها وحس دعابتها المبتذل. أرغمت الأمير ميخائيل أليكسيفيتش غوليتسين ليصبح مهرجها في البلاط وزوجته خادمة القلميقية غير الجذابة أفدوتيا بوزهينينوفا. للاحتفال بالزفاف، كان لدى الإمبراطورة قصر جليدي ارتفاعه ثلاثة وثلاثين قدمًا وطوله ثمانون قدمًا بُني مع أسرة ودرجات وكراسي ونوافذ جليدية وحتى جذوع من الجليد في موقد جليدي. وضع الأمير غوليتسين وعروسه في قفص على ظهر فيل وجرى استعراضهم في الشوارع باتجاه هذا البناء، كي يمضيا ليلة زفافهما في القصر الجليدي، على الرغم من أن تلك الليلة كانت شديدة البرودة في أقسى أيام الشتاء. طلبت الإمبراطورة آنا من الزوجين ممارسة الحب وإبقاء جسديهما متلاصقين إن كانا لا يريدان التجمد حتى الموت. في نهاية المطاف، نجا الزوجان عندما قايضت الخادمة عقدًا من اللؤلؤ مقابل معطف من جلد الماعز من أحد الحراس. كانت آنا صيادة مفعمة بالحماس، حيث كانت تبقي دائمًا بندقية بالقرب من نافذتها كي تتمكن من إطلاق النار على الطيور في جميع أوقات اليوم كلما شعرت بالرغبة في الصيد.